# Frans Vos
Frans Vos (Breda, 22 februari 1925 - Den Bosch, 14 april  2001) was een Nederlands wielrenner, die beroeps was tussen 1950 en 1951 en in 1954.

## Wielerloopbaan
In 1949 werd Frans Vos als een van Nederlands beste amateurs geselecteerd voor het wereldkampioenschap, totdat bleek dat hij tijdens de Tweede Wereldoorlog een proflicentie had gehad. Zijn verklaring dat hij dit had gedaan om onder dwangarbeid uit te komen en nooit een profkoers had gereden bracht de bond niet op andere gedachten.
Na deze teleurstelling werd hij alsnog beroeps en in 1950 riep Jan Cottaar Frans Vos uit tot de "revelatie van de Ronde van Nederland", waarin hij zeer veel indruk maakte en de derde etappe won.
Hij ging dat jaar met de Nederlandse ploeg mee naar de Ronde van Frankrijk. De zeskoppige Nederlandse ploeg onder leiding van Piet Moeskops en Jan Pijnenburg hing als los zand aan elkaar en werd ook nog getroffen door blessure- en materiaalpech. Achtereenvolgens Jefke Janssen, Wout Wagtmans en Henk de Hoog vielen uit en Gerrit Voorting stapte na ruzie met de ploegleiding op. Met nog slechts twee renners over vertrokken ook de ploegleiders en het personeel en werden Wim de Ruyter en Frans Vos ingedeeld bij een Franse regionale ploeg om nog technische ondersteuning te kunnen krijgen. In de etappe van Perpignan naar Nimes stapte Vos af, officieel wegens een zonnesteek, maar in werkelijkheid was de moraal weg.
Het jaar daarop sloeg hij de uitnodiging voor de Tour af en enige maanden later stopte hij met al met wielrennen om financiële redenen, omdat er voor hem als typische tempobeul zonder eindsprint nauwelijks overwinningen waren weggelegd.

## Belangrijkste overwinningen
1950
- 3e etappe  Ronde van Nederland

## Resultaten in voornaamste wedstrijden
| Jaar | Ronde van Italië | Ronde van Frankrijk | Ronde van Spanje |
| ---- | ---------------- | ------------------- | ---------------- |
| 1950 |                  | opgave              |                  |
| 1951 |                  |                     |                  |

| Jaar | Luik-Bast.‑Luik |
| ---- | --------------- |
| 1950 |                 |
| 1951 | 54e             |